# برندنبرگ (کنتاکی)
برندنبرگ (به انگلیسی: Brandenburg) شهری در ایالت کنتاکی کشور ایالات متحده آمریکا است که جمعیت آن در سرشماری سال ۲۰۱۰ میلادی، ۲٬۶۴۳ نفر بوده‌است.